# Jan Bodey
Blahoslavený Jan Bodey (anglicky John Bodey, 1549, Wells – 2. listopadu 1583, Andover) byl anglický učitel, popravený za vlády královny Alžběty I. pro svou věrnost katolické víře. Katolickou církví je od roku 1929 uctíván jako blahoslavený mučedník.

## Život
Jan studoval v Oxfordu a následně v Douai ve Francii. V roce 1578 se vrátil do Anglie a otevřel si soukromou školu. Pro svou věrnost katolické víře se záhy stal terčem pronásledování. Zatčen byl v roce 1580. Za vinu se mu kladla neochota uznat královnu za hlavu národní církve a věrnost své víře původní. Své vězení označoval jako školu trpělivosti. V roce 1583 byl odsouzen k trestu smrti. Dne 2. listopadu toho roku byl oběšen a po smrti bylo jeho tělo rozčtvrceno.